# Доппієтта

Доппієта, 1771

Доппієтта, доп'єтта (італ. doppietta - маленька доппія) — золота монета Сардинського королівства XVIII століття. Випускалася за Карла Еммануїла III (1730-1773) та його наступника Віктора Амадея III (1773-1796). Містила 3,21 г золота 892 проби. З одного боку містила зображення монарха, з іншого — герб правлячого роду.
Монету карбували виключно для обігу на острові Сардинія. Співвідношення з іншими грошовими одиницями становило 1 доппієта = 5 сардинських лір = 20 реалів =1⁄5 карліно.
Монети номіналом в одну допієту карбували в 1768-1773, 1786 і 1787. Також випускали 2 ½ і 5 допієт (карліно).